# Оллман, Джейми Энн
Дже́йми Энн О́ллман (англ. Jamie Anne Allman), в девичестве — Бра́ун (англ. Brown; род. 6 апреля 1977, Парсонс, Канзас) — американская актриса

.

## Ранние годы
Джейми Энн Оллман, в девичестве Браун, родилась 6 апреля 1977 года в Парсонсе, штат Канзас, США, в семье Майка и Пенни (в девичестве Хейвен) Браун. У неё есть четверо младших братьев и сестёр. Она росла на ферме в Канзасе, а в юности переехала в Лос-Анджелесе, чтобы стать актрисой. Брала уроки актёрского мастерства в «Playhouse West».

## Карьера
В 1999 году она дебютировала в кино, сыграв костюмера Кэссиди в фильме «Модный Лос-Анджелес». С 2011 по 2012 год играла Терри Марек в телесериале «Убийство». Всего на счету Оллман более шестидесяти ролей в фильмах и телесериалах.

## Личная жизнь
С 17 июня 2006 года она замужем за актёром Маршаллом Оллманом. У супругов трое детей: сыновья-близнецы, Ашер Джеймс Маршалл и Оливер Чарльз Маршалл (род. 31 января 2013), и дочь — Джун Джоанн Олман (род. 21 мая 2014).
Во время беременности близнецами Ашером и Оливером, у Оллман диагностировали сахарный диабет беременных. Из-за болезни и укороченной шейки матки ей пришлось провести несколько месяцев, соблюдая постельный режим, прежде чем инфекция мочевого пузыря привела к преждевременным родам. Близнецы, родившиеся на 81 день раньше ожидаемого срока, были госпитализированы в отделение интенсивной терапии новорожденных и провели там около трёх месяцев. Третий ребёнок Оллман, дочь Джун, также родилась преждевременно.

## Избранная фильмография
| Год       |   | Русское название    | Оригинальное название | Роль             |
| --------- | - | ------------------- | --------------------- | ---------------- |
| 1999      | ф | Модный Лос-Анджелес | Fashionably L.A.      | костюмер Кэссиди |
| 2002      | с | Клиент всегда мёртв | Six Feet Under        | наркоманка       |
| 2011—2012 | с | Убийство            | The Killing           | Терри Марек      |